# Porco piau
Porco piau é uma raça de suídeo surgida na região central do Brasil, que inclui Goiás, Minas Gerais e São Paulo. Piau vem do tupi que significa "o que tem manchas", devido a raça ser malhada/pintada. É uma raça que tem grande importância econômica e alimentícia para os pequenos produtores rurais.

## História
Desde o descobrimento do Brasil, os portugueses trouxeram diversos porcos de diferentes tipos que foram deixados no país em diferentes regiões, no que tiveram que se adaptar e sobreviver, desenvolvendo-se por séculos, resultando nos animais atuais. Uma das raças de porco que surgiram foi o porco piau. Assim como tipos de cães, bois, cavalos, ovelhas, cabras, galinhas, etc, que foram trazidas pelos portugueses e se adaptaram aos diferentes biomas brasileiros se tornando nativas como o curraleiro pé-duro, cavalo nordestino, ovelha morada nova, cabra marota, etc, e que tiveram um padrão racial reconhecido e tem sido feito um trabalho de preservação e recuperação, caso necessário, o porco piau também foi reconhecido sendo a primeira raça de suíno oficializada como nativa no Brasil, reconhecimento este ocorrido em 1989 com registro no MAPA (Ministério da Agricultura, Pecuária e Abastecimento).

## Características
A raça possui aptidão mista para banha e carne que é considerada de boa qualidade, por ser bem marmorizada pela gordura é considerada do tipo bacon, dando-lhe um melhor sabor. O marmoreio da carne é uma característica muito comum em porcos de origem ibérica, que torna a qualidade da carne destes animais maior que de porcos especializados para produção de carne. Devido a isto, existem estudos no sentido de dar utilidade ao porco piau na produção de defumados de alto valor agregado, como o presunto cru suíno.
Por ter a pele pintada, é altamente adaptado ao clima mais quente e ensolarado, sofrendo menos com o calor. É uma raça extremamente rústica e foi levada ao semiárido nordestino onde se adaptou muito bem onde outras raças têm dificuldade de se adaptar, comendo de tudo que a região pode oferecer sem maiores problemas como a palma forrageira, licuri, mangaba, pequi, caju, etc. É uma raça que tem predileção por gramíneas, constituindo até 30% da sua dieta, além disto come frutos, verduras, raízes, folhagens, sobras de comida, etc. Seu crescimento é lento, mas o custo de produção é extremamente baixo.
Com a redução da grande controvérsia a respeito do uso de gordura animal ou de gordura vegetal e suas consequências para a saúde humana que dominou a literatura científica nas últimas décadas, com recentes estudos indicando que a banha de porco não é prejudicial como se supunha antigamente com algumas pesquisas apontando que os óleos vegetais têm características que são prejudiciais a saúde, o mercado de banha de porco vem crescendo novamente aos poucos e raças mistas produtoras de carne e banha, como é o caso do porco piau, podem voltar a ser economicamente viáveis e importantes.

## Distribuição do plantel
O plantel se encontra em diversas regiões do Brasil, em especial na região central (centro-oeste e sudeste) e no nordeste.

## Melhoramentos genéticos
A raça, neste momento, necessita passar por um processo de melhoramento e seleção daqueles animais com as características consideradas mais vantajosas para aprimorar o plantel da raça. Já foi feito um trabalho de melhoramento na raça em 1939 pelo professor A. Teixeira Viana para diminuir a grande variabilidade fenotípica que existia na raça na época, mas o trabalho se perdeu no tempo. Atualmente tem sido feitos estudos neste sentido.

## Valor genético
A raça tem despertado bastante interesse pelo fato de ser muito importante para a nutrição e a economia familiar, fornecendo banha, carne e filhotes tanto para o consumo próprio como para o comércio. Por ter se adaptado bem a região nordeste do Brasil também tem sido levada para as regiões mais carentes do semi-árido nordestino sendo distribuídos filhotes para as famílias. Além do que, as características únicas que a mesma proporciona como o marmoreio alto da carne e as suas características genéticas próprias podem fornecer à raça melhoramentos futuros, ou no melhoramento de outras raças ou até na formação de novas raças de porco. Além disto, o efeito da heterose com outras raças pode proporcionar híbridos de alta produção para fins industriais.